# Крагуле

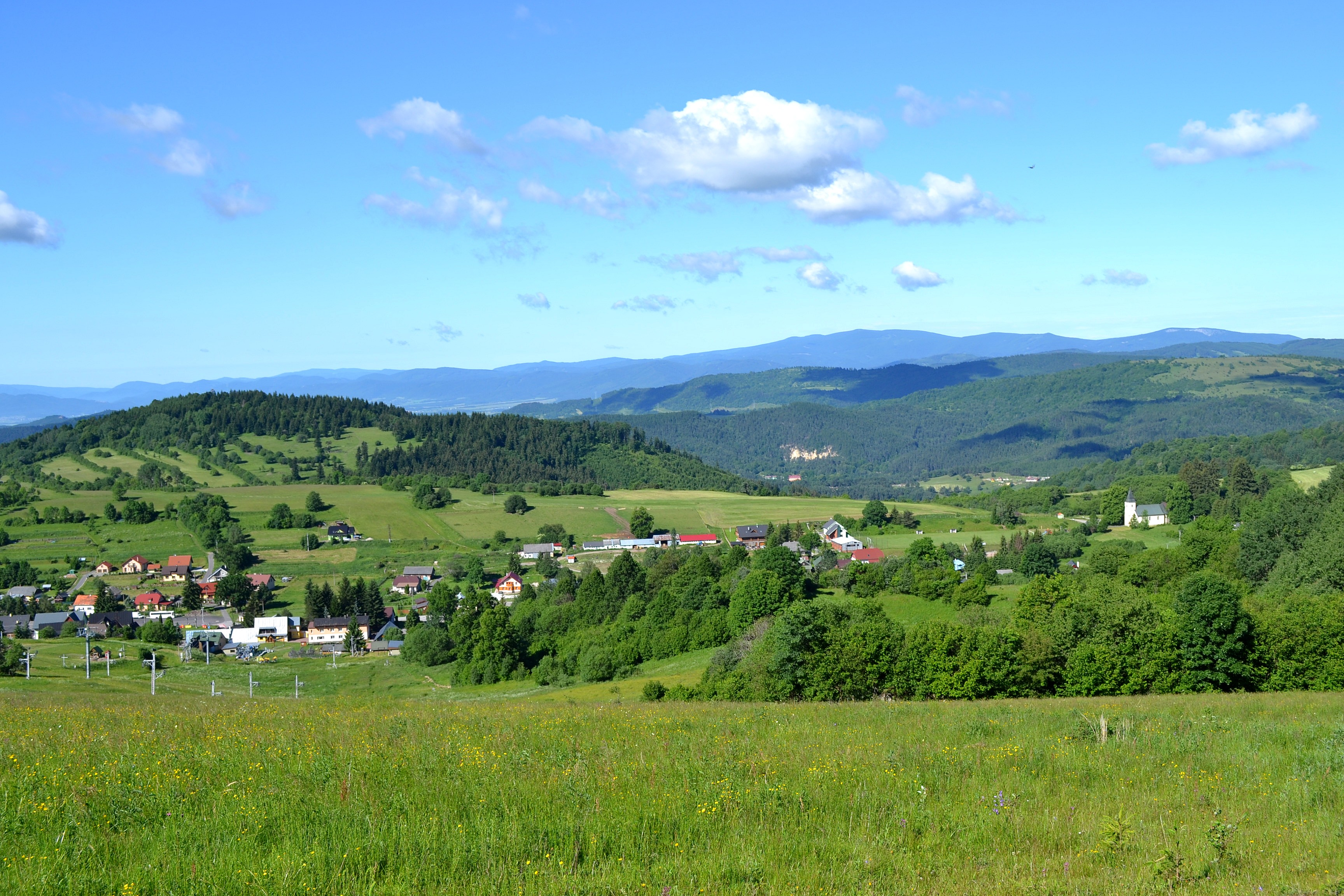
Панорама деревни Крагуле

Крагуле (словац. Krahule, нем. Blaufuß; венг. Kékellö, до 1899 года — Blaufusz) — деревня в Словакии. Расположена в Банскобистрицком крае в районе Жьяр-над-Гроном. Горная деревня, находящаяся на высоте 872 метра над уровнем моря.

## История
Горная деревня была основана в ходе расселения немцев на восток. Первое, но косвенное письменное упоминание немецкого хутора Blaufuß (названного, по всей видимости, в честь своего хозяина и основателя) относится к 1331 году. Источник указывает на то, что деревня в тот момент находилась во владении города Кремницы. Первое прямое упоминание деревни относится, впрочем, к 1442–1443 годам и указывает на то, что его жители занимались разведением животных и работали на кремницких шахтах.
На протяжении долгого периода истории земля принадлежала королевской короне и управление на территории осуществлялось местным судьёй (так, указ 1640 года назначал местным судьёй Пауля Кёнига после смерти Якоба Кёнига). По состоянию на 1601 год в деревне насчитывалось 39 домов. Вплоть до XVIII века деревня относилась к приходу Пярг (словац. Piarg; ныне — деревня Кремницке-Бане), однако в 1788 году в ней появилась первая часовня и приходская школа. В 1806 году была построена деревенская церковь, освященная в честь святого Яна Непомуцкого. В 1828 Крагуле насчитывала 635 жителей и 57 домов. Все они говорили на немецком языке и всё также занимались фермерством и работой в шахтах.
Отмечается, что с течением времени некогда доминирующее карпатонемецкое население Крагуле стало этническим меньшинством. 
Нынешний староста (мэр) деревни, избранный в 2014 году, — Мирослав Шварц (независимый кандидат).

## Население
| Год:                | 1994 | 2004    | 2014     | 2024     |
| ------------------- | ---- | ------- | -------- | -------- |
| Количество человек: | 150  | 155     | 192      | 253      |
| Разница:            |      | +3,33 % | +23,87 % | +31,77 % |

|          | 1930 чел. | %        | 2001 чел. | %        | 2011 чел. | %        |
| -------- | --------- | -------- | --------- | -------- | --------- | -------- |
| всего    | 720       | 100,00 % | 144       | 100,00 % | 197       | 100,00 % |
| Словаки  | 2         | 0,28 %   | 107       | 74,31 %  | 121       | 61,42 %  |
| Немцы    | 715       | 99,31 %  | 35        | 24,31 %  | 62        | 31,47 %  |
| Чехи     | 0         | 0,00 %   | 2         | 1,39 %   | 1         | 0,51 %   |
| Венгры   | 2         | 0,28 %   | 0         | 0,00 %   | 0         | 0,00 %   |
| Украинцы | 0         | 0,00 %   | 0         | 0,00 %   | 0         | 0,00 %   |
| другие   | 1         | 0,14 %   | 0         | 0,00 %   | 12        | 6,09 %   |

## Достопримечательности

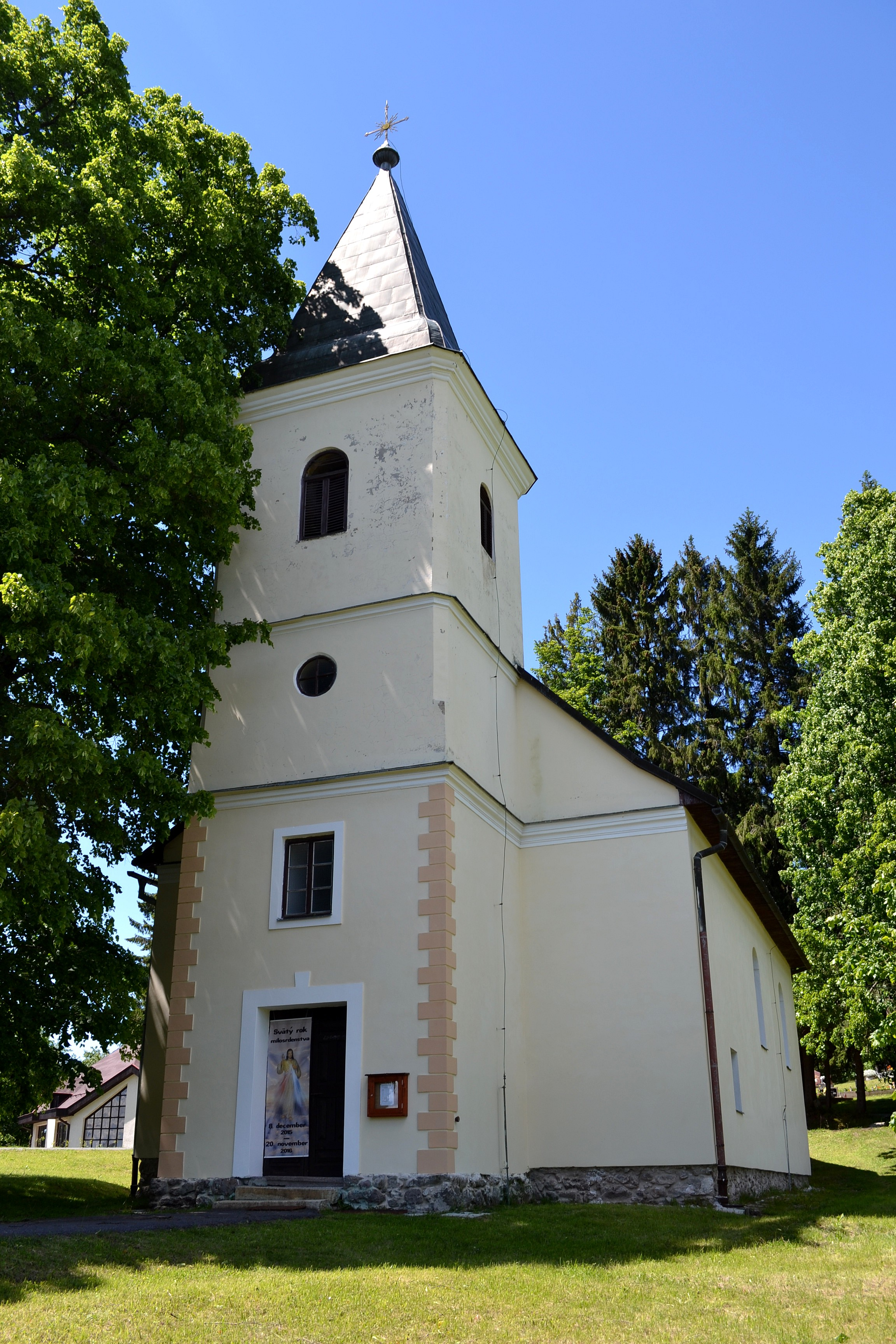
Костёл святого Яна Непомуцкого в Крагуле

В деревне находится несколько архитектурных памятников, охраняемых по законам Словацкой республики.
- Костёл святого Яна Непомуцкого (словац. Kostol svätého Jána Nepomuckého) — католический храм, возведённый в 1806 году в барочном стиле; охраняемый государством с 1963 памятник архитектуры[9].
- Несколько исторических гражданских построек: здание суда (датируется XVIII—XIX веками)[10], жилые дома, а также торговый амбар[11].

По одной из версий, в деревне находится предполагаемый географический центр Европы.
По соседству с деревней расположен одноимённый горнолыжный курорт, с 2010 года здесь действует канатная дорога.